# Anthaxia malickyi
Anthaxia malickyi es una especie de escarabajo del género Anthaxia, familia Buprestidae. Fue descrita científicamente por Obenberger en 1925.